# Dimorf
|  | Per a altres significats, vegeu «Dimorfisme». |

Dimorf és un satèl·lit del sistema (65803) Dídim. Es tracta d'un sistema d'asteroides binaris en què un asteroide és orbitat per un altre de més petit. L'asteroide principal (Dídim) mesura aproximadament 780 metres de diàmetre i el seu satèl·lit Dimorf fa uns 160 metres de diàmetre, i realitza una òrbita d'aproximadament 1 quilòmetre de diàmetre al voltant de Dídim.

## Descobriment
L'asteroide principal va ser descobert el 1996 per Joe Montani, del projecte Spacewatch de la Universitat d'Arizona. El nom «Dídim» va ser aprovat oficialment el 2004. Petr Pravec, de l'Observatori d'Ondřejov, a Txèquia, va descobrir el 2003 que l'asteroide és orbitat per un altre. Juntament amb els seus col·laboradors, va confirmar, a partir de les imatges Doppler del radar d'Arecibo, que Dídim és un sistema binari.
El nom propi del satèl·lit, prèviament de vegades anomenat Dídim B, prové de la paraula dimorfos, que en grec significa «que té dues formes». El significat del nom representa com canviarà la forma de l'òrbita de Dimorf després que la sonda DART impacti la lluna i modifiqui la seva òrbita a una morfologia diferent. El nom de la lluna va ser suggerit pel científic planetari Kleomenis Tsiganis de la Universitat Aristotèlica de Tessalònica.

## Missió Double Asteroid Redirection Test
El 2022, la sonda Double Asteroid Redirection Test (DART) va col·lisionar amb Dimorf a 6,600 metres per segon (24,000 km/h), a uns 11 milions de quilòmetres de distància de la Terra. El sistema Dídim no és un objecte amb òrbita d'impacte amb la Terra i es va calcular que no hi havia possibilitat que l'experiment de desviació pogués crear un nou perill d'impacte. Els resultats de l'impacte de la sonda DART van ser avaluats per la sonda Hera.